# Сант-Анджело-деи-Ломбарди
Сант-Анджело-деи-Ломбарди (итал. Sant'Angelo dei Lombardi) — коммуна в Италии, располагается в регионе Кампания, в провинции Авеллино.
Население составляет 4472 человека (2008 г.), плотность населения составляет 78 чел./км². Занимает площадь 54 км². Почтовый индекс — 83054. Телефонный код — 0827.
Покровителем коммуны почитается святой архангел Михаил, празднование 29 сентября.

## Демография
Динамика населения:

## Администрация коммуны
- Официальный сайт: http://www.comune.santangelodeilombardi.av.it